# Маркос, Анхель
А́нхель Ма́ркос (исп. Ángel Marcos; родился 7 апреля 1943, Буэнос-Айрес, Аргентина) — аргентинский футболист. Выступал на позициях нападающего и полузащитника.

## Карьера

### Клубная
Анхель Маркос начал карьеру футболиста в клубе второго аргентинского дивизиона «Феррокарриль Оэсте». Форвард сыграл за команду 5 матчей в 1963 году и в следующем сезоне дебютировал в Примере А. Отыграв за команду ещё 2 сезона, Маркос после перехода в клуб «Нуэва Чикаго» вновь оказался во втором дивизионе. С 1967 по июнь 1971 года нападающий выступал за клуб «Чакарита Хуниорс». По итогам Метрополитано 1969 года Маркос стал чемпионом страны.
Летом 1971 года Анхель Маркос перешёл во французский «Нант». В первый же сезон пребывания в клубе аргентинец забил 20 голов в 34 сыгранных матчах чемпионата, что позволило ему оказаться по итогам сезона на 5-м месте в списке бомбардиров турнира
.
Неплохую результативность форвард продемонстрировал и в еврокубках, забив 2 гола в 4 сыгранных матчах кубка УЕФА. Через год Маркос в составе «канареек» стал чемпионом страны и финалистом национального кубка. В сезоне 1973/74 футболист стал с «Нантом» вице-чемпионом Франции. С 1975 по 1978 год нападающий выступал в Дивизионе 2 за «Тулузу», после чего завершил карьеру игрока.

### Тренерская
С 1977 по 1978 год Анхель Маркос был играющим тренером «Тулузы». После этого в его тренерской карьере был длительный перерыв, до октября 1999 года, когда аргентинец возглавил «Ньор». В сезоне 2000/01 «Ньор» занял 4-е место в Дивизионе 2, и Маркос был приглашён в клуб высшего дивизиона «Лорьян».
Сотрудничество тренера с «мерлузовыми», впрочем, продлилось недолго. Уже в декабре 2001 года он покинул команду, находившуюся в тот момент на последнем месте с турнирной таблице. Сменивший его Ивон Пуликен хоть и не спас «Лорьян» от вылета, но выиграл с ним кубок Франции и вывел в финал кубка лиги.
В январе 2001 года Анхель Маркос стал главным тренером «Нанта». В сезоне 2001/2002 «канарейки» заняли в чемпионате 10-е, а годом позже — 9-е место. По окончании сезона 2002/03 на должность главного тренера «Нанта» был назначен Лоик Амисс.

## Достижения
«Чакарита Хуниорс»
- Чемпион Аргентины: 1969 (Метрополитано)

«Нант»
- Чемпион Франции: 1972/73
- Вице-чемпион Франции: 1973/74
- Финалист кубка Франции: 1972/73